# Avro 504
Die Avro 504 war ein zweisitziges Doppeldecker-Schulflugzeug des britischen Herstellers Avro.

## Entwicklung
Das erste Exemplar der 504 startete, angetrieben von einem Gnôme-Lambda-Umlaufmotor mit 59 kW (80 PS), im Juli 1913 in Brooklands zu seinem Erstflug. Mit einem Passagier an Bord erreichte die Maschine eine Flughöhe von 5.000 m, ein Rekord zu damaliger Zeit.
1914 erhielt Avro vom War Office einen Auftrag über zwölf Maschinen des Typs 504 für das Royal Flying Corps. Auch der Royal Naval Air Service bestellte ein Flugzeug. Auch Privatleute zeigten Interesse an diesem Flugzeugmuster, und es wurden weitere Maschinen bestellt, teilweise mit Schwimmern und anderen Veränderungen des Grundmodells.

## Einsatz
Am 22. August 1914 wurde eine Avro 504 mit Infanteriewaffen über Belgien abgeschossen; es war das erste britische Flugzeug, das im Fronteinsatz verlorenging. Am 10. Oktober griff eine Avro 504 den Kölner Hauptbahnhof an, am 22. Oktober 1914 attackierte eine Avro 504 erstmals mit MG-Feuer einen deutschen Eisenbahnzug. Einsätze als Bomber und Aufklärer folgten. Die ersten vier an die britischen Marineflieger gelieferten 504 wurden nach Belfort überführt, wo sie für einen unter Geheimhaltung vorbereiteten Angriff auf die Produktionshallen des Zeppelinwerkes in Friedrichshafen vorbereitet wurden. Eine der Maschinen war nicht flugbereit, die anderen drei starteten jedoch mit einem Zusatztank im vorderen Beobachtercockpit und je vier 9-kg-Bomben, flogen etwa 200 km rheinaufwärts zum Bodensee und beschädigten einen Gasometer sowie eine Zeppelinhalle. Der Staffelführer Squadron-Commander Briggs musste allerdings notlanden und geriet in Gefangenschaft.
Den steigenden Gefechtsanforderungen gegenüber erwies sich die Avro 504 jedoch bald als nicht mehr gewachsen. Versuche einer Bewaffnung mit starrem oder steil nach oben feuerndem MG auf der oberen Tragfläche oder im Beobachtersitz zeigten wenig Erfolg. So wurden die Avro 504 aus den Fronteinheiten abgezogen und etwa 270 von ihnen mit einem Lewis-MG bewaffnet in der Heimatverteidigung gegen deutsche Bomber und Zeppeline eingesetzt. Noch 1919/20 wurden ein oder zwei Avro 504 des Royal Flying Corps im Russischen Bürgerkrieg als Kampfbomber eingesetzt.
Bekannt wurde die Avro 504 jedoch weniger durch Kampfeinsätze, sondern hauptsächlich durch ihren außerordentlich erfolgreichen Einsatz als Ausbildungsflugzeug. Als Anfang 1917 der umfassende Ausbau der britischen Fliegertruppe beschlossen wurde, bestand großer Bedarf an zuverlässigen Schulflugzeugen. Ab 1918 ersetzten vor allem die in Massenfertigung gebauten Typen 504J und 504K andere veraltete Schulflugzeuge. Auch der britische Thronfolger Georg VI. absolvierte seine Flugausbildung auf einer Avro 504. Sie blieben als Schulflugzeuge bis in die 1930er-Jahre im Einsatz.
Nach dem Krieg gelangten Avro 504 in zahlreiche Länder. Das erste Flugzeug der am 16. November 1920 gegründeten australischen Qantas Airways war eine 504K.

## Versionen

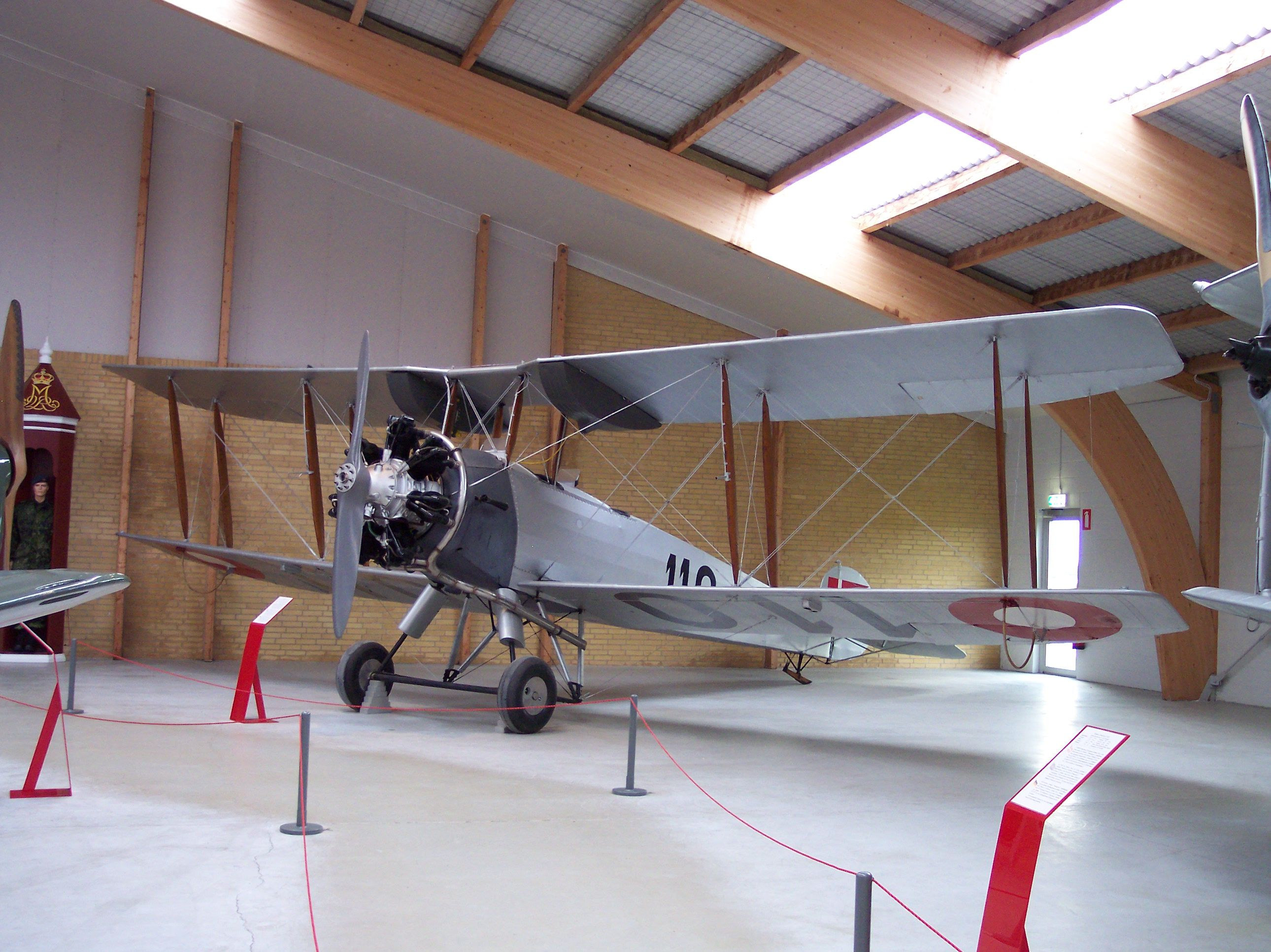
Avro 504N

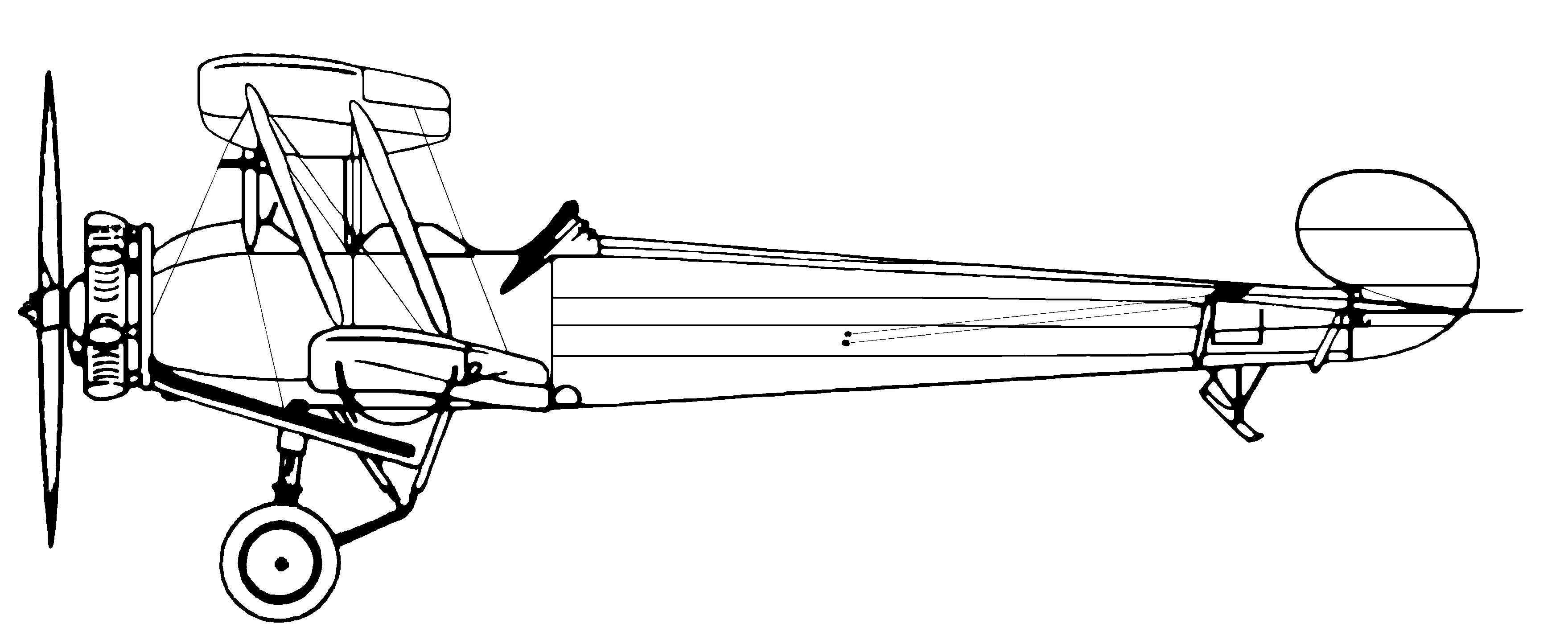
Seitenriss Avro 504N

Von der Grundversion des Typs 504 wurden 68 Exemplare gefertigt, in der Folgezeit wurde das Flugzeug in weiteren Versionen gebaut. Dazu wurden zahlreiche unterschiedliche Motortypen zwischen 75 und 150 PS verwendet.
- 504A: ähnlich dem Grundmodell – 1485 Stück gebaut, davon 685 von Avro
- 504B: Ausführung für die brit. Seeluftstreitkräfte (RNAS) mit größerem Seitenleitwerk und modifiziertem Schleifsporn (ein Exemplar wurde mit Fanghaken zu Erprobung auf Schiffen ausgestattet) – 250 Exemplare gebaut (60 von Avro)
- 504C: einsitzige Version für die RNAS als Patrouillenflugzeug und zur Zeppelinabwehr – 80 Exemplare (30 von Avro)
- 504D: Ausführung für das Royal Flying Corps (RFC) – sechs gebaute Maschinen
- 504E: andere Motorisierung – zehn Exemplare
- 504H: hier handelte es sich um eine strukturell verstärkte 504B für die Katapulterprobung auf Schiffen
- 504J: Motorisiert wie die 504E, beginnt mit dieser Ausführung für die Avro 504 eine fast legendär zu bezeichnende Karriere als Trainingsflugzeug und bringt damit Avro eine erhebliche Anzahl von Aufträgen ein (ab 1917). Von der 504J existierten auch Varianten mit abweichender Motorisierung (Le Rhóne oder Gnôme Monosoupape mit jeweils 74 kW (100 PS)) – 2000 gebaute Flugzeuge (davon 1350 von Avro)
- 504K: Da die 504 nur in geringen Stückzahlen als Kampfflugzeug Verwendung fand, wurden die Bestellungen für den ursprünglich vorgesehenen Motor reduziert, daher kam es zu Engpässen in der Motorenlieferung. Avro passte die Zelle auf unterschiedliche Motoren an und nannte diese Modelle Type 504K. Eingesetzt wurden u. a. Motoren der Fabrikate Trulin, Gnome, Curtiss, Sunbeam, Bentley, Wasp und Hispano-Suiza. Diese Flugzeuge wurden zu den vielfältigsten Tests durch das Royal Aircraft Establishment in Farnborough verwendet, über 300 Maschinen wurden von zivilen Nutzern bis in die 1930er-Jahre hinein geflogen und erst danach durch die Moth-Reihe der Firma De Havilland Aircraft Company und die Avro Avian verdrängt. Die Gesamtproduktion der 504K belief sich auf 6175 Flugzeuge, 1650 davon im Avro-Werk.
- 504L: dreisitziges Wasserflugzeug, ausgestattet mit einem Bentley-B.R.1-Umlaufmotor mit 112 kW (152 PS) – fand nur in der zivilen Fliegerei Verwendung – insgesamt 17 Exemplare (sieben Stück von Avro)
- 504M: Ausbau eines Exemplars einer 504K zu einer Kabinen-Version und einem 9-Zylinder-Gnome-Monosoupape-Motors mit 74 kW (100 PS) im Sommer 1919
- 504N (auch genannt: Lynx-Avro bzw. Avro 504N Lynx): Vor 1925 erteilte das britische Luftfahrtministerium Avro den Auftrag für ein 504N genanntes Modell. Zwei Maschinen wurden dafür testweise mit unterschiedlichen Motoren versehen; zum einen mit dem Bristol Lucifer mit 75 kW (102 PS), zum anderen mit dem Armstrong Siddeley Lynx mit 134 kW (182 PS); man entschied sich für den Lynx, dies prägte die Bezeichnung Lynx-Avro für die 504N. Nach dem Ersten Weltkrieg stand eine erhebliche Anzahl von 504K zur Verfügung, die nunmehr vom Militär nicht mehr benötigt wurde. Diese Maschinen wurden umgebaut und erhielten nun auch die Bezeichnung 504N. Auffälligste Änderung neben der stärkeren Motorisierung durch den Lynx-Motor war das neue Fahrwerk – jetzt ohne Bauchkufe – sowie ein anders gestaltetes Querruder. Fast 80 504K wurden nachträglich auf die Version 504N umgerüstet. Von der 504N wurden auch etliche Maschinen exportiert, nämlich an die belgische Luftwaffe (17 Stück), an die brasilianischen Marineflieger (vier Stück), an die chilenischen Marineflieger (sechs Stück – Bezeichnung dort: 5040), an die griechische Marineluftwaffe (sechs Stück), an die thailändische Luftwaffe (20 Stück) und eine nicht genau bekannte Anzahl an die südafrikanische Luftwaffe. Außerdem wurden Einzelexemplare an die dänische, schwedische und japanische Luftwaffe geliefert. Insgesamt wurden 592 Stück des Typs 504N gefertigt, Avro fertigte davon 555.
- U-1 Awruschka: Einige Avro 504 fielen in die Hände der Bolschewiki, die die Maschinen in der Duks-Flugzeugfabrik in Moskau untersuchen ließen. Der Flugzeugingenieur Polikarpow fertigte Baupläne an, nach deren Vorlage die Flugzeugfabrik „Krasni Ljotschik“ in Petrograd die U-1 produzierten, von der 737 Exemplare hergestellt wurden und die dort als U-1 „Awruschka“ bekannt war.

- 504Q: einzelne Maschine mit bisher unbekannten Daten
- 504R Gosport:[1] 28 Maschinen dieses Typs – wahrscheinlich für die argentinische Luftwaffe – mit unbekannten Daten baute A.V.Roe and Co Ltd, 34 Stück die Fábrica Militar de Aviones in Argentinien.

Bis zum Ende des Ersten Weltkrieges im Jahre 1918 wurden somit mehr als 8000 Exemplare aller Versionen der Avro 504 produziert, davon 3.424 Stück von Avro, der Rest von 15 verschiedenen Lizenznehmern wie Brush Electrical, Parnall, Saunders oder Blériot & Spad. Zu beachten ist jedoch, dass verschiedene Quellen abweichende Stückzahlen (3.696 Maschinen von Avro) angeben. Nach dem Krieg waren die Flugzeuge zum Teil zu einem Preis von zehn Pfund zu haben gewesen.
Von der 504N wurden in Lizenz einige Exemplare in Belgien und Dänemark gefertigt.
Vickers Kanada baute mehrere 504K auf den 504N-Standard um, fertigte jedoch auch einige 504N (darunter ein Schwimmerflugzeug) in Eigenregie.
Die nach Japan gelieferten 504K und 504N (je ein Exemplar) wurde dort modifiziert, mit Motoren aus japanischer Produktion versehen und noch bis zum Jahre 1940 gebaut.
Im Jahre 1932 bestimmte die RAF die Avro Tutor offiziell zum Nachfolgemuster der 504N, 1933 wurde die 504N endgültig für veraltet erklärt.
Im Jahre 1940 kam es noch einmal zu einem Militäreinsatz von sieben zivilen 504N, die von der RAF eingezogen wurden. Zwei dieser Maschinen wurden jedoch bei einem Hangarbrand zerstört, zwei weitere vorzeitig verschrottet. Die verbliebenen drei Maschinen schleppten Segelflugzeuge auf See; diese dienten Radarbeobachtern als Zielobjekte.

## Militärische Nutzer
| Argentinien Australien - Australian Flying Corps - Royal Australian Air Force Belgien - Belgische Luftkomponente Bolivien Brasilien - Força Aérea Brasileira - Marinha do Brasil Britisch-Indien - Indische Luftstreitkräfte Chile - Fuerza Aérea de Chile - Chilenische Marine China Dänemark - Dänische Luftstreitkräfte - Kongelige Danske Marine Estland - Estnische Luftstreitkräfte Federated Malay States Finnland - Luftstreitkräfte Finnlands Griechenland - Griechische Luftstreitkräfte - Griechische Marine Guatemala Iran Irland - Irish Air Service / Irish Air Corps Japan Kanada - Royal Canadian Air Force Lettland Mexiko - Fuerza Aérea Mexicana | Mongolei Neuseeland - New Zealand Permanent Air Force Niederlande - Koninklijke Luchtmacht - Luftstreitkräfte der Niederländischen Ostindien-Armee Norwegen - Hærens flyvåpen Peru Polen 1 Avro 504k Portugal - Força Aérea Portuguesa - Marinha Portuguesa Russland - Fliegertruppe des Russischen Reichs Siam Sowjetrussland - Luftstreitkräfte der Sowjetunion Südafrikanische Union - South African Air Force Schweden - Svenska Flygvapnet - Schwedische Marine Schweiz - Schweizer Luftwaffe Spanien/ Spanien - Armada Española, Spanisch Republikanische Marine Türkei - Türkische Luftwaffe: 2 Exemplare Uruguay Vereinigtes Königreich - Royal Flying Corps / Royal Air Force - Royal Naval Air Service Vereinigte Staaten - United States Army Air Forces |

## Technische Daten
| Kenngröße                 | Daten der Avro 504-Serie (Standardversion)        | Daten der Avro 504N (Lynx-Avro)                            |
| ------------------------- | ------------------------------------------------- | ---------------------------------------------------------- |
| Besatzung                 | 2                                                 | 2                                                          |
| Länge                     | 8,97 m                                            | 8,69 m                                                     |
| Spannweite                | 10,97 m                                           | 10,97 m                                                    |
| Flügelfläche              | 30,66 m²                                          | 29,73 m²                                                   |
| Höhe                      | 3,17 m                                            | 3,33 m                                                     |
| Leermasse                 | 558 kg                                            | 718 kg                                                     |
| max. Startmasse           | 830 kg                                            | 1016 kg                                                    |
| Antrieb                   | ein Lé-Rhone-Umlaufmotor, 81 kW (110 PS)          | ein Armstrong-Siddeley-Lynx-IV-Sternmotor, 119 kW (162 PS) |
| Höchstgeschwindigkeit     | 145 km/h                                          | 161 km/h                                                   |
| Reisegeschwindigkeit      | 126 km/h                                          | 137 km/h                                                   |
| Steigzeit auf 1050 m Höhe | 5 min                                             | k. A.                                                      |
| Dienstgipfelhöhe          | 4875 m                                            | 4450 m                                                     |
| max. Reichweite           | 402 km                                            | 402 km                                                     |
| Bewaffnung                | 1 Lewis-MG (nur bei Verwendung als Kampfflugzeug) | 1 Lewis-MG (nur bei Verwendung als Kampfflugzeug)          |

## Avro 504 in Museen
Avro 504J:
- Solent Sky, Southampton/England (Nachbau der Maschine, auf der König George VI. von England das Fliegen lernte)

Avro 504K:
- Science Museum, South Kensington/England
- Royal Air Force Museum, Hendon/England
- Yorkshire Air Museum, Elvington/England
- Shuttleworth Collection, Old Warden Aerodrome/England (flugfähiges Exemplar)
- Brooklands Museum, Brooklands/England
- Museum of Science and Industry, Manchester/England
- Museum of Army Flying, Middle Wallop, Stockbridge, Hampshire/England
- US Air Force Museum in Dayton – Ohio, USA
- Power House Museum, Sydney/Australien (mit Dyak-Motor; in dieser Version ist die Maschine für die australische Fluggesellschaft Qantas geflogen)
- Australian War Memorial, Canberra/Australien
- Canada Aviation and Space Museum, Rockliff Airport, Ontario/Kanada
- Western Canada Aviation Museum, Winnipeg/Kanada
- Finnisches Luftwaffenmuseum, Luftwaffenbasis Luonetjarvi, Tikkakoski/Finnland
- Kongelige Norske Luftforsvaret Collection, Flymuseet 2062 Gardermoen Lufthaun/Norwegen

Avro 504L:
- Avro Heritage Centre, Woodford Aerodrome/England

Avro 504N:
- Dansk Veteranflysamling, Stauning/Dänemark